# 由布院駅
由布院駅（ゆふいんえき）は、大分県由布市湯布院町川北にある、九州旅客鉄道（JR九州）久大本線の駅である。
由布院温泉などの観光地を擁する由布院地区の拠点となる駅で、由布市で乗降人員が最も多い駅であり、特急「ゆふ」・「ゆふいんの森」を含め全列車が停車する。運行上の要衝でもあり、当駅を始発・終着とする列車も特急の一部を含め多く設定されている。

## 歴史
- 1925年（大正14年）7月29日：久大東線の湯平駅 - 当駅間の開通に伴い、北由布駅として開業[2]。
- 1926年（大正15年）11月26日：久大東線の当駅 - 野矢駅間が開通[2][5]。
- 1945年（昭和20年）8月4日：空襲により駅舎が全焼、2人死亡[6]。
- 1948年（昭和23年）4月18日：駅舎再建[7][8]。
- 1950年（昭和25年）1月1日：由布院駅に改称[9][10]。
- 1978年（昭和53年）4月1日：貨物の取り扱いを廃止[11]。
- 1984年（昭和59年）2月1日：荷物扱い廃止[11]。
- 1987年（昭和62年）4月1日：国鉄分割民営化に伴い、九州旅客鉄道（JR九州）の駅となる[12]。
- 1989年（平成元年）3月10日：「みどりの窓口」を設置[13]。
- 1990年（平成2年）12月15日：現駅舎竣工[7]。
- 2015年（平成27年）7月：接近メロディー・発車メロディー導入。
- 2016年（平成28年）4月29日：熊本地震の余震とみられる地震で震度5強の揺れを観測、待合室天井部分のガラスが割れ落下する被害が発生[14]。
- 2020年（令和2年）
  - 7月6日：令和2年7月豪雨の影響により当駅 - 久留米駅間（7月8日からは当駅 - 日田駅間、8月8日からは当駅 - 豊後森駅間）で不通となる[15]。
  - 7月7日：令和2年7月豪雨の影響により当駅 - 庄内駅間で不通となる[15]。
- 2021年（令和3年）
  - 2月13日：当駅 - 庄内駅間で運転再開[16]。
  - 3月1日：当駅 - 豊後森駅間で運転再開[16]。
  - 8月12日：令和3年8月の大雨の影響により当駅 - 日田駅間で不通となる[17]。
  - 8月18日：当駅 - 豊後森駅間で運転再開[17]。

## 駅構造
駅舎に接した単式ホーム1面1線と島式ホーム1面2線の合計2面3線の他に留置線1本を有する（下の画像を参照）地上駅である。ホーム間は跨線橋の他にスロープと構内踏切でも接続しており、車椅子も利用できる。
直営駅で、みどりの窓口が設置されている。現駅舎供用時から「ラッチのない改札」を行い、駅員が広い出入り口の横で改集札する。
駅舎は1990年（平成2年）竣工。大分県出身の建築家・磯崎新の設計によるもので、礼拝堂がイメージされている。
木造で黒塗りの外観を持ち、中央部は高さ12mの吹き抜けのあるコンコースで、隣接して観光客と地元文化の交流を目指したイベントホールを兼ねた待合室が配置され、改札口がない構造となっている。コンコースとホームは風を防ぐ大型で厚いガラス扉で仕切ることができ、待合室には温泉水を利用した床暖房の設備がある。
駅舎構内に由布院温泉観光案内所があり、辻馬車やスカーボロ（観光タクシー）の予約などもここで行う。駅と温泉宿泊施設との間での手荷物託送サービス「ゆふいんチッキ」も、駅前通りを挟んだ駅舎向かいの建物で提供されている。
駅レンタカーや、一般の軽快車と電動アシスト自転車の貸し出しを行うレンタサイクルも営業している。楽チャリ設置駅。
接近メロディー・発車メロディーに、向谷実作曲の楽曲「Elegant Trip」を使用している。

### のりば
| のりば | 路線      | 方向 | 行先                   |
| ------ | --------- | ---- | ---------------------- |
| 1 - 3  | ■久大本線 | 上り | 日田・久留米・博多方面 |
| 1 - 3  | ■久大本線 | 下り | 湯平・大分方面         |

### 由布院駅あし湯
1番のりばの日田方向のホーム端には足湯がある。入場券とは別に、同額の足湯券（大人160円、小人80円）を購入することで利用でき、絵葉書にもなる足湯券のほか、手ぬぐい1枚がついてくる。男女共用の足湯の他、周囲に壁が張り巡らされた女性専用の足湯もある。
当駅と同じく駅構内に足湯を持つ京福電気鉄道嵐山本線嵐山駅「嵐山温泉『駅の足湯』」および阪急電鉄箕面線箕面駅「もみじの足湯」と姉妹提携「足湯三姉妹」を行っている。

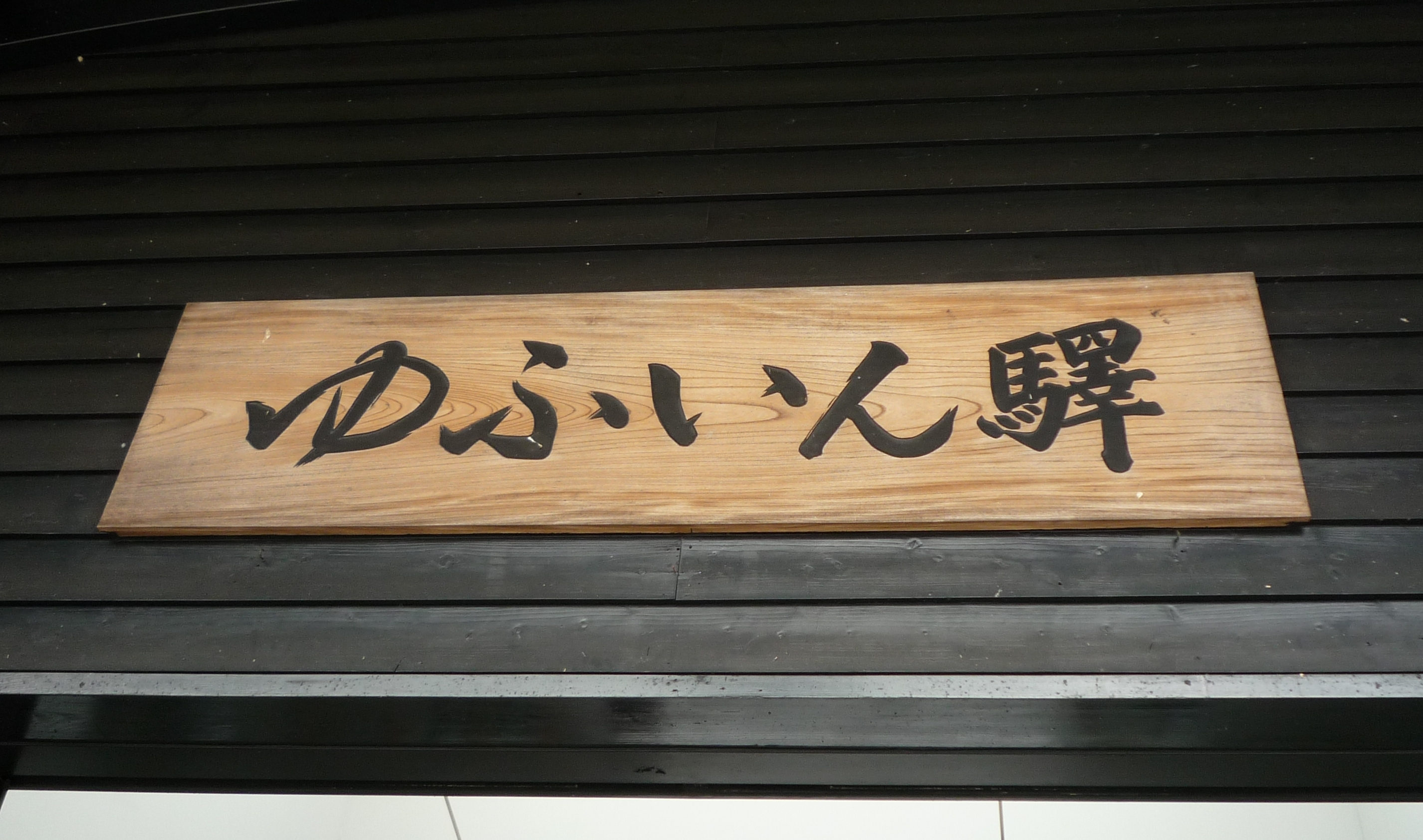
「ゆふいん驛」駅名板
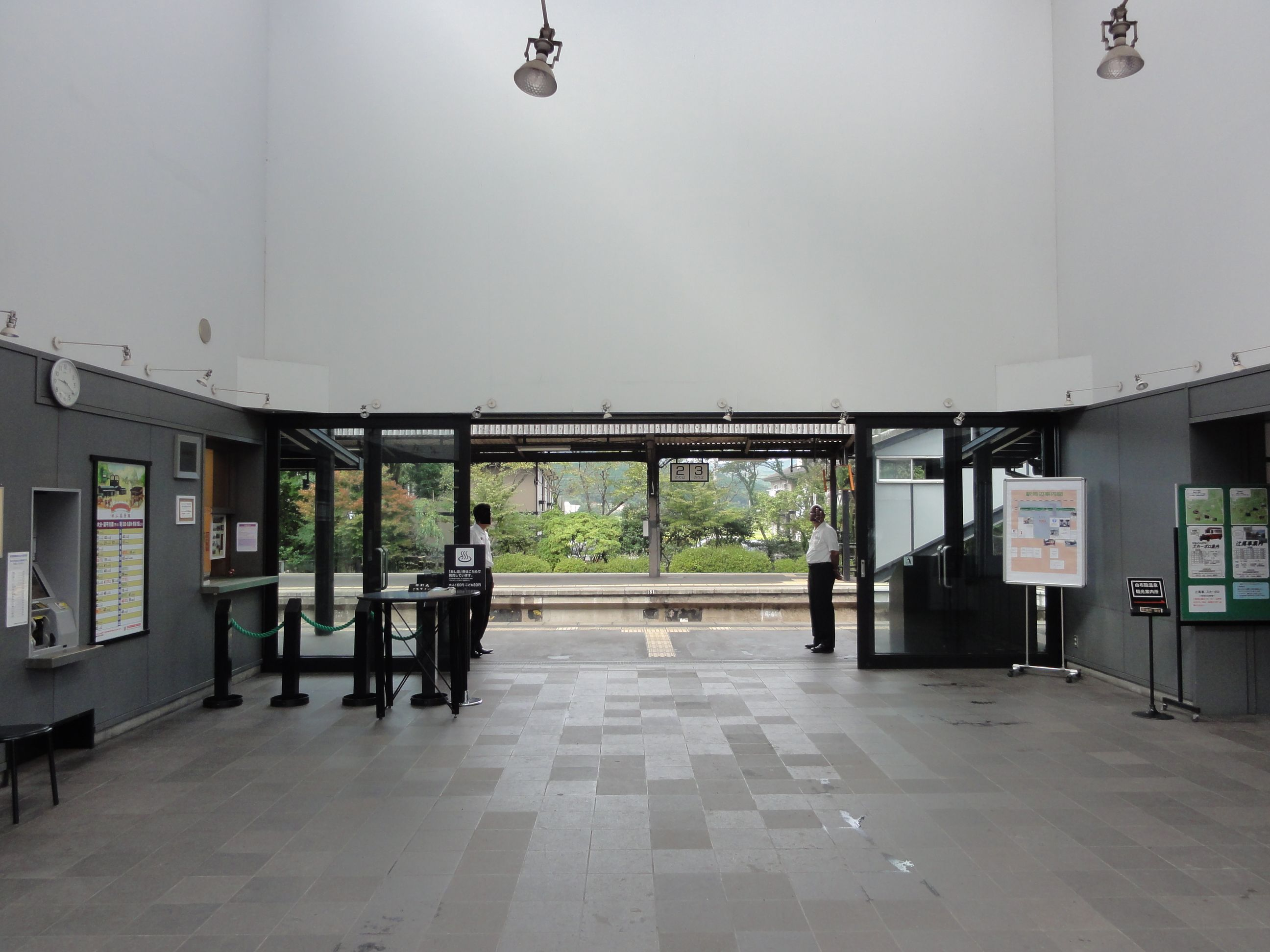
改札口
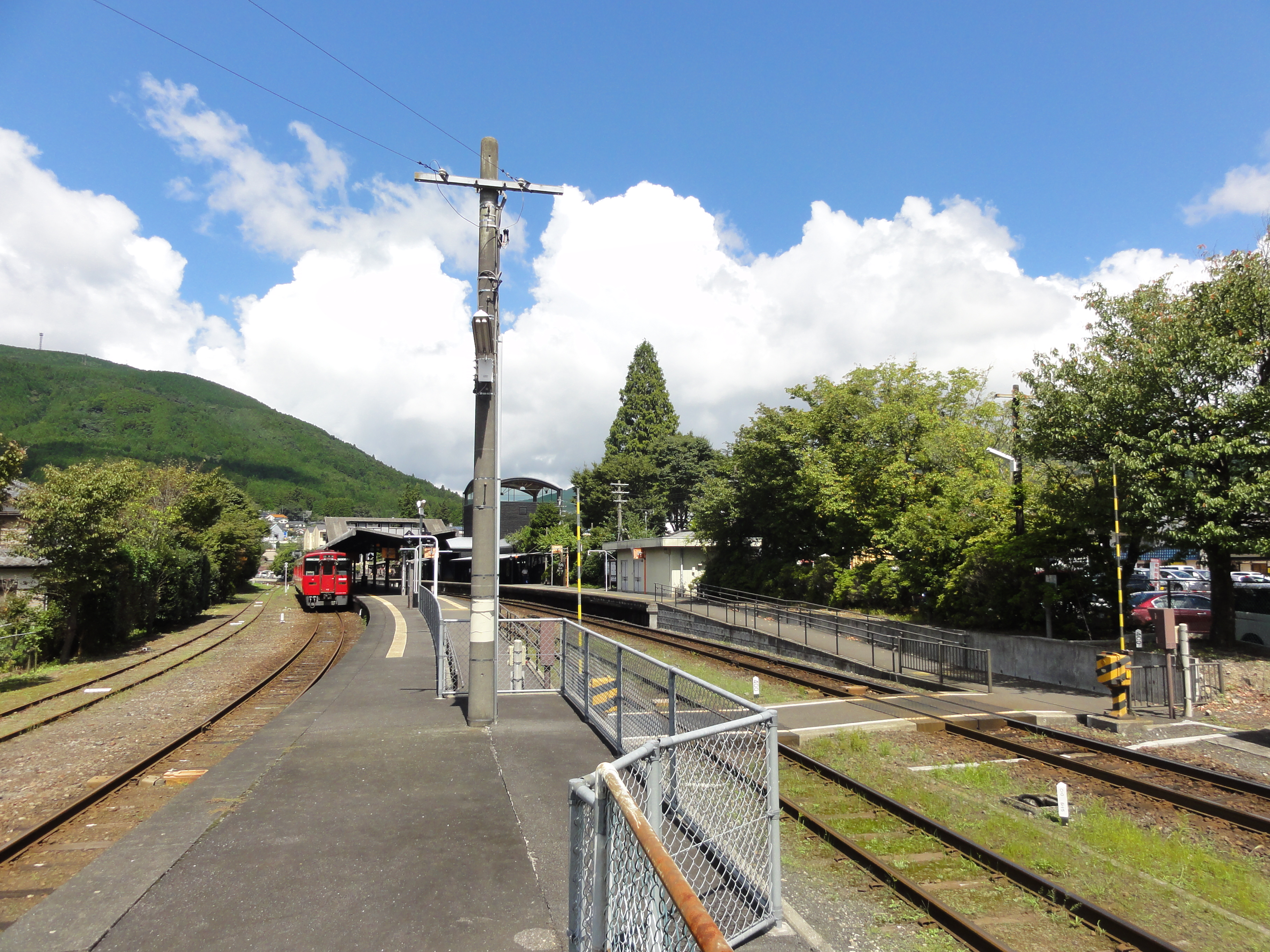
ホーム・踏切
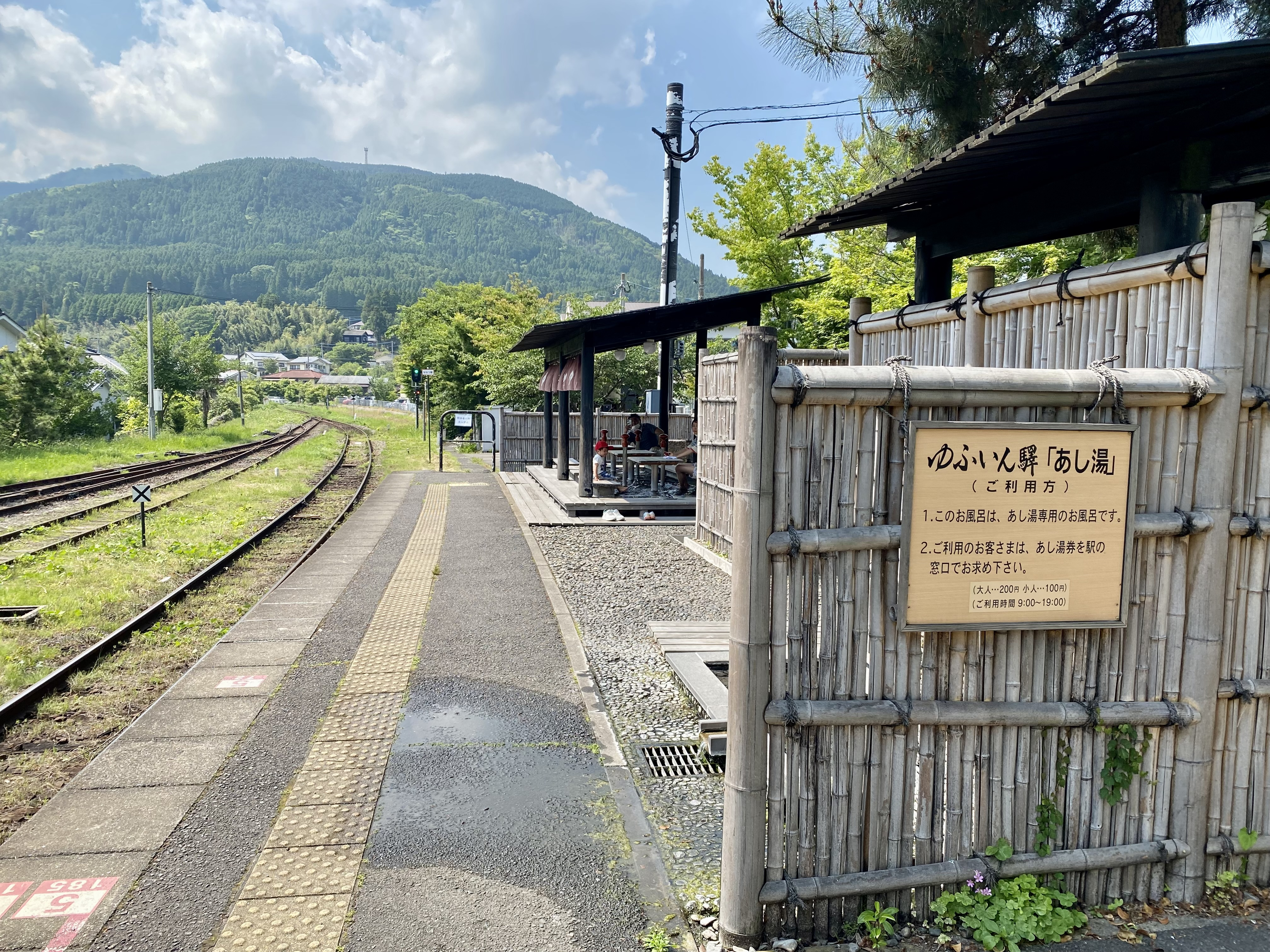
1番のりばの日田方先端には『足湯』が設置されている
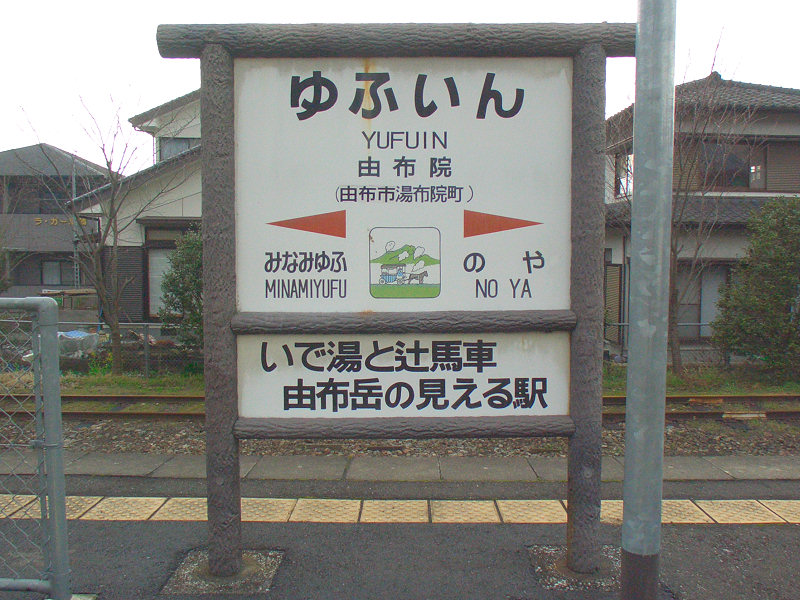
温泉・由布岳・辻馬車をイメージしたイラストの描かれた駅名標
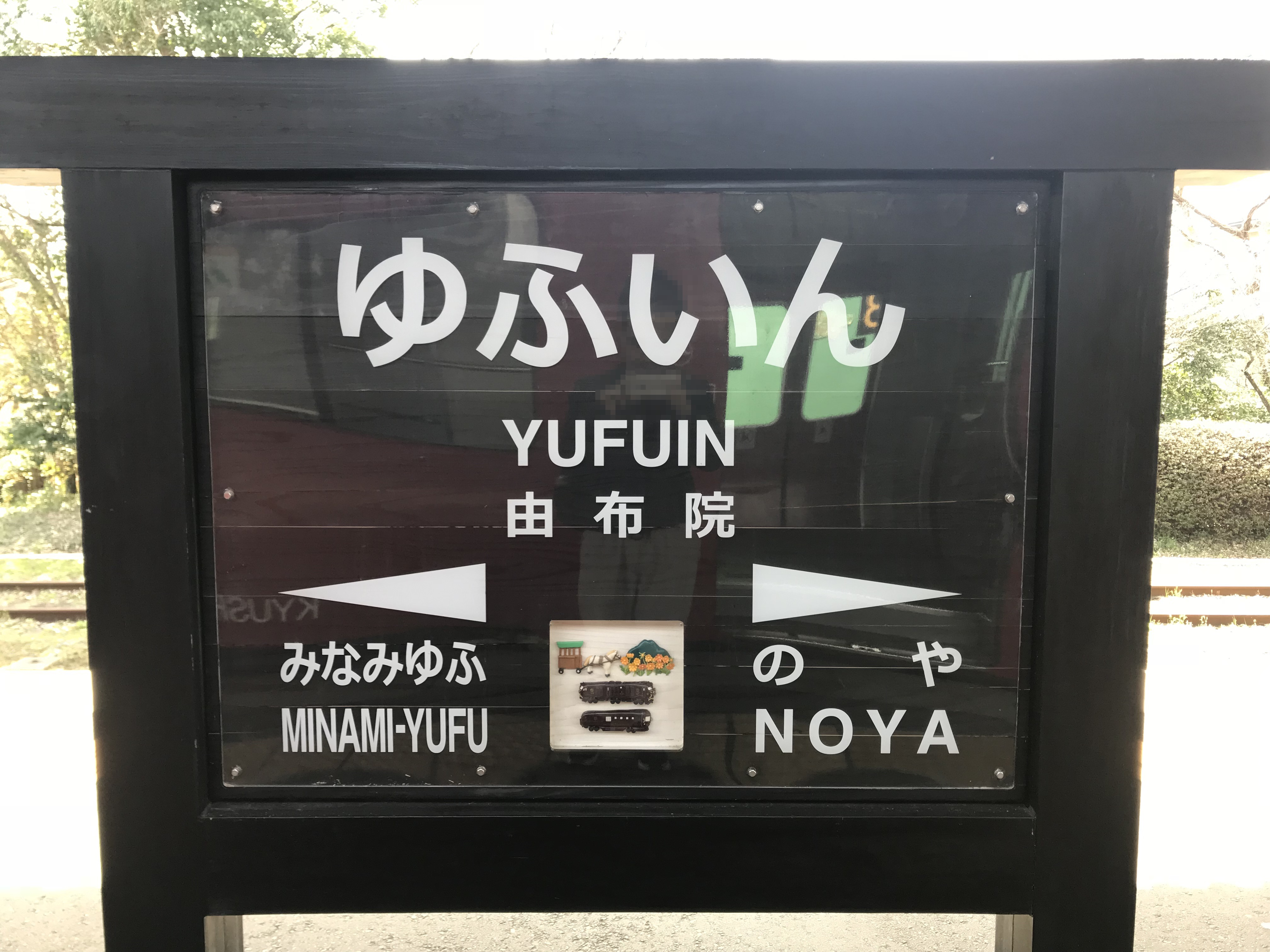
駅名標
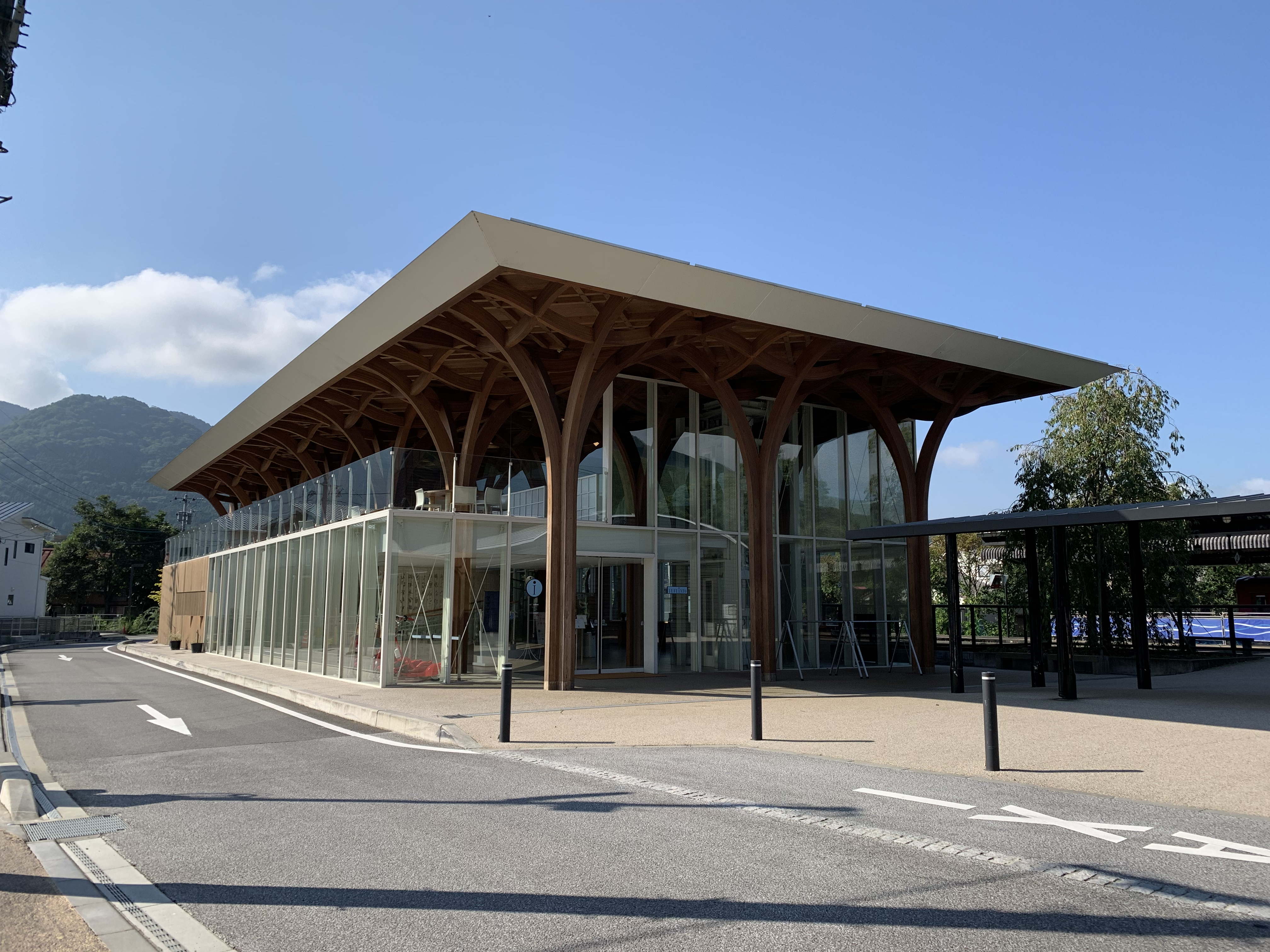
駅前の由布市ツーリストインフォメーションセンター

## 利用状況
1965年度（昭和40年度）には乗車人員が467,834人（定期外:221,548人、定期:246,286人）、降車人員が482,921人で、手荷物（発送:925個、到着:1,282個）や小荷物（発送:2,650個、到着:12,517個）も取り扱っていた。
2015年度（平成27年度）の乗車人員は459,387人（定期外：355,521人、定期：103,866人）、降車人員は475,861人である。
※1日平均乗車人員の数値は各年度版「大分県統計年鑑」による年間乗車人員の値を各年度の日数で割った値。
| 年度               | 年間 乗車人員 | 定期外 乗車人員 | 定期 乗車人員 | 1日平均 乗車人員 | 年間 降車人員 | 出典              |
| ------------------ | ------------- | --------------- | ------------- | ---------------- | ------------- | ----------------- |
| 1965年（昭和40年） | 467,834       | 221,548         | 246,286       | -                | 482,921       | [ 28 ]            |
| -                  | -             | -               | -             | -                | -             | -                 |
| 1990年（平成02年） | 321,798       | 186,603         | 135,195       | -                | 314,799       | [ 30 ]            |
| 1991年（平成03年） | 351,473       | 214,994         | 136,479       | -                | 347,681       | [ 31 ]            |
| 1992年（平成04年） | 358,422       | 227,578         | 130,844       | -                | 353,163       | [ 32 ]            |
| 1993年（平成05年） | 312,615       | 192,308         | 120,307       | -                | 319,918       | [ 33 ]            |
| 1994年（平成06年） | 338,629       | 217,557         | 121,072       | -                | 332,926       | [ 34 ]            |
| 1995年（平成07年） | 364,751       | 240,039         | 124,712       | -                | 360,309       | [ 35 ]            |
| 1996年（平成08年） | 370,801       | 242,744         | 128,057       | -                | 365,892       | [ 36 ]            |
| 1997年（平成09年） | 352,277       | 230,613         | 121,664       | -                | 348,247       | [ 37 ]            |
| 1998年（平成10年） | 345,745       | 224,861         | 120,884       | -                | 343,363       | [ 38 ]            |
| 1999年（平成11年） | 346,616       | 233,235         | 113,381       | -                | 342,897       | [ 39 ]            |
| 2000年（平成12年） | 340,106       | 229,677         | 110,429       | 932              | 336,529       | [ 40 ]            |
| 2001年（平成13年） | 335,975       | 229,499         | 106,476       | 921              | 334,408       | [ 41 ]            |
| 2002年（平成14年） | 347,277       | 239,655         | 107,622       | 951              | 346,452       | [ 42 ]            |
| 2003年（平成15年） | 356,008       | 247,040         | 108,968       | 975              | 359,834       | [ 43 ]            |
| 2004年（平成16年） | 321,127       | 217,655         | 103,472       | 880              | 324,077       | [ 44 ]            |
| 2005年（平成17年） | 321,541       | 222,602         | 98,939        | 881              | 326,363       | [ 45 ]            |
| 2006年（平成18年） | 333,626       | 225,066         | 108,560       | 914              | 338,911       | [ 46 ]            |
| 2007年（平成19年） | 336,520       | 221,056         | 115,464       | 922              | 340,437       | [ 47 ]            |
| 2008年（平成20年） | 331,715       | 212,461         | 119,254       | 909              | 336,655       | [ 48 ]            |
| 2009年（平成21年） | 308,957       | 191,801         | 117,156       | 846              | 311,429       | [ 49 ] [ 注釈 1 ] |
| 2010年（平成22年） | 295,528       | 178,131         | 117,397       | 810              | 299,479       | [ 51 ] [ 注釈 1 ] |
| 2011年（平成23年） | 308,912       | 189,225         | 119,687       | 844              | 305,829       | [ 52 ] [ 注釈 1 ] |
| 2012年（平成24年） | 294,614       | 180,716         | 113,898       | 807              | 292,383       | [ 53 ] [ 注釈 1 ] |
| 2013年（平成25年） | 310,184       | 202,003         | 108,181       | 850              | 312,570       | [ 54 ] [ 注釈 1 ] |
| 2014年（平成26年） | 314,128       | 214,764         | 99,364        | 861              | 320,785       | [ 55 ] [ 注釈 1 ] |
| 2015年（平成27年） | 459,387       | 355,521         | 103,866       | 1,255            | 475,861       | [ 29 ] [ 注釈 1 ] |
| 2016年（平成28年） | -             | -               | -             | 1,167            | -             | [ 56 ]            |
| 2017年（平成29年） | -             | -               | -             | 1,015            | -             | [ 57 ]            |
| 2018年（平成30年） | -             | -               | -             | 1,086            | -             | [ 58 ]            |
| 2019年（令和元年） | -             | -               | -             | 1,025            | -             | [ 59 ]            |
| 2020年（令和02年） | -             | -               | -             | 301              | -             | [ 60 ]            |

## 駅周辺

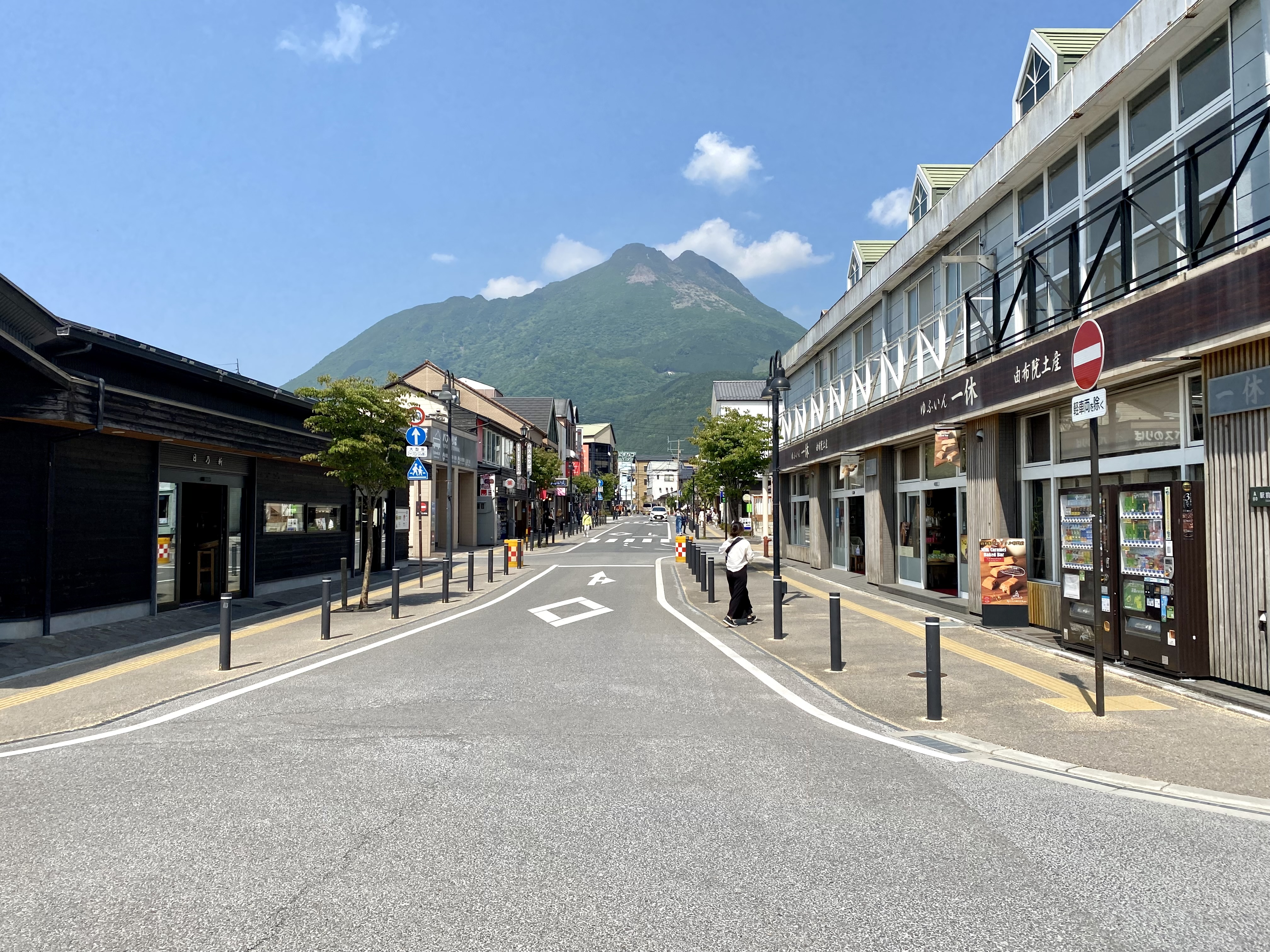
土産屋などの商店が並ぶ駅前通りの真正面には由布岳がそびえる

全国屈指の温泉街として栄える由布院の市街地にあり、由布市湯布院庁舎（旧湯布院町役場）や由布院温泉にも近い。また、駅からは由布岳を真正面に望むことができる。
- 由布院駅前バスセンター
- 由布市役所湯布院庁舎（旧・湯布院町役場）
- 湯布院公民館（由布市中央公民館）
- 由布院郵便局
- 由布院温泉
- 由布市立由布院小学校
- 陸上自衛隊湯布院駐屯地
- 大分川
- 金鱗湖
- わたくし美術館
- 九州自動車歴史館
- 岩下コレクション

## バス路線
駅前には乗り入れないが、徒歩1分の亀の井バス由布院駅前バスセンターから、以下の路線が発着する。
- 高速バス
  - ゆふいん号（福岡・福岡空港 - 玖珠IC - 九重IC - 由布院駅前BC）[62]
  - 湯布院高速リムジンバス（大分空港 - 由布院駅前BC）[63]
  - 実証実験 大分 - 湯布院線 （大分市中心部 - 由布院駅前BC）[64]
- 路線バス
  - 観光快速ゆふりん（別府駅/北浜BC - 別府交通センター - 別府国際観光港 - 別府ロープウェイ - 城島高原パーク - 由布院駅前BC）[65]
  - 36 別府湯布院線（別府駅西口 - 別府ロープウェイ - 城島高原パーク - 由布院駅前BC）[66]
  - 37 くじゅう高原線（別府駅西口 - 別府ロープウェイ - 城島高原パーク - 由布院駅前BC - くじゅう高原）
- 由布市コミュニティバス
- 九州横断バス（九州産交バスによる運行）

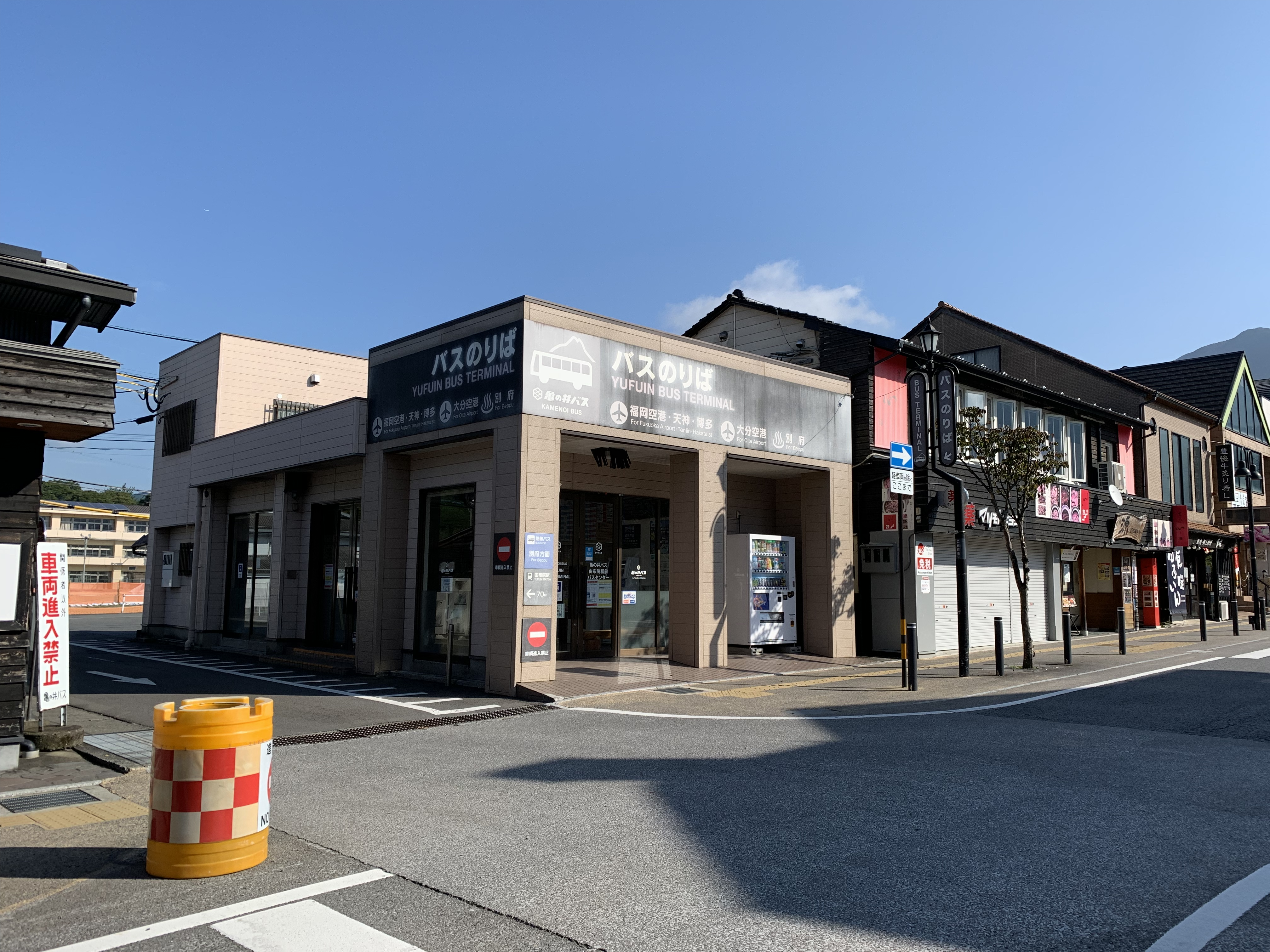
駅前バスセンター外観
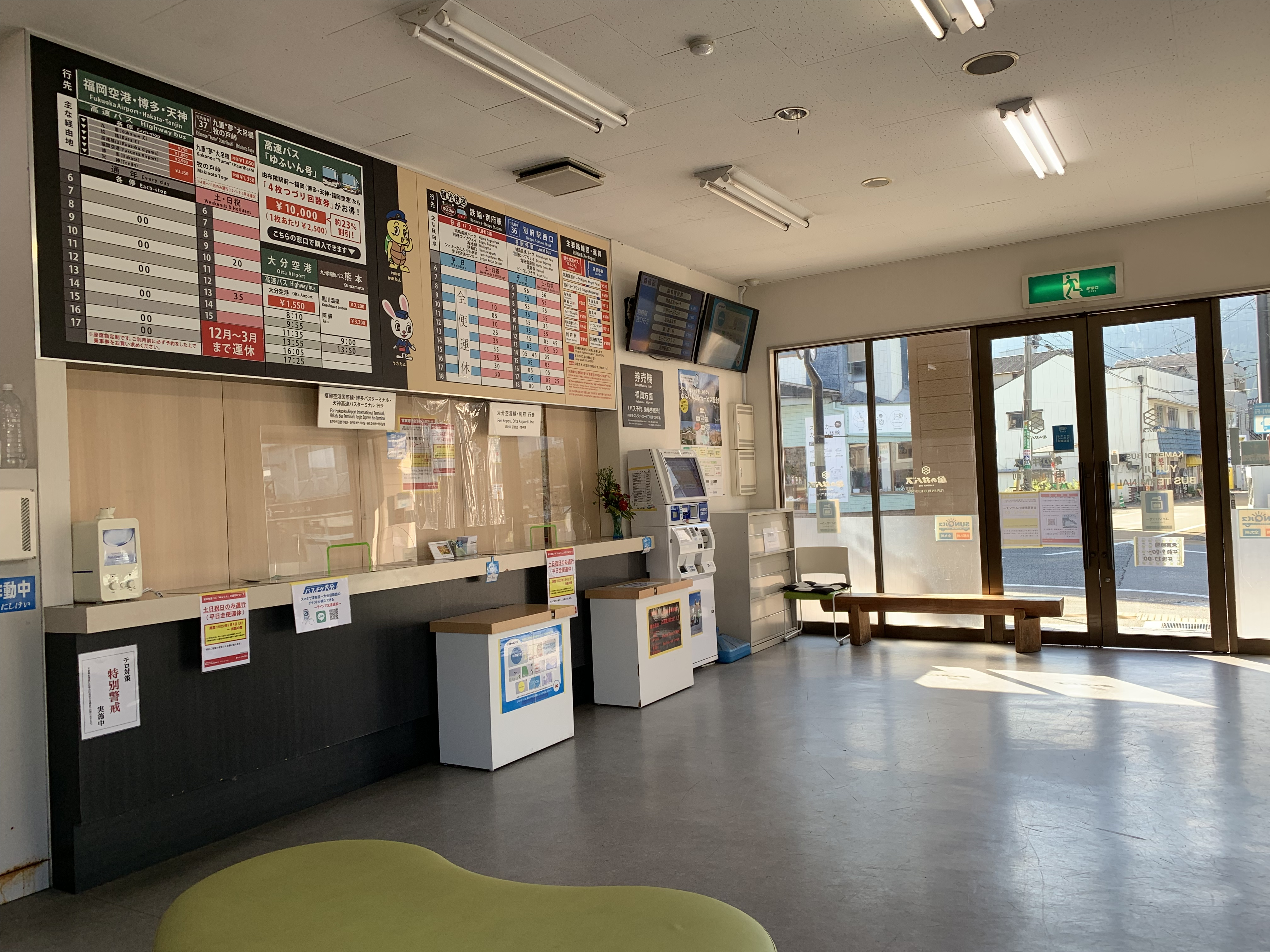
バスセンター内部

## その他

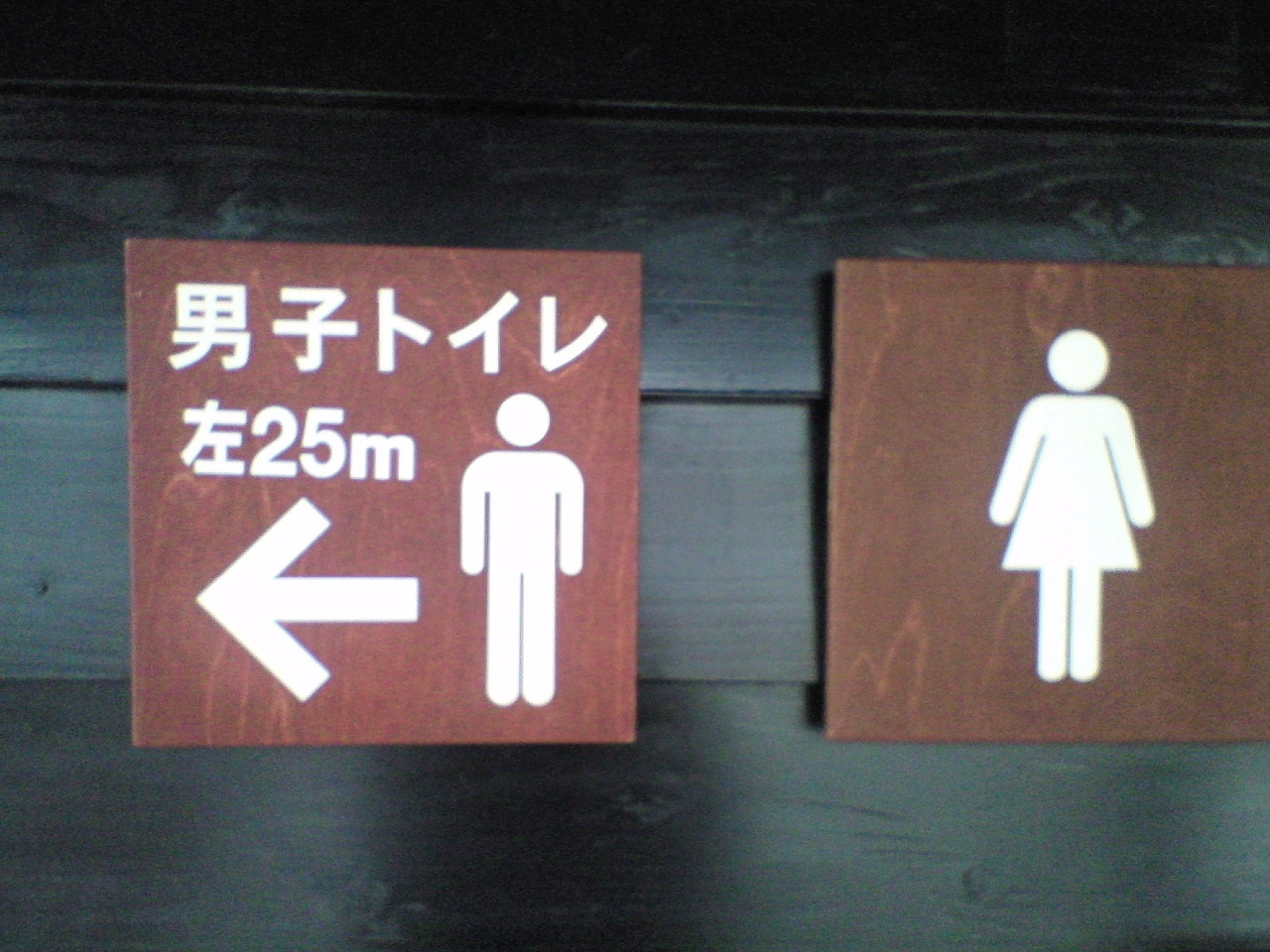
男子トイレへの案内表示

- 由布院駅は旧湯布院町に所在するが、駅名の「由布院駅」と旧町名の「湯布院町」とでは「ゆ」の字が異なっている。これは、「湯布院町」という町名が1955年に由布院町と湯平村とが合併した際に両町村の名を合わせて新たに名づけられた（湯平+由布院=湯布院）一方、当駅は合併前の1950年に「由布院駅」に改称したためである。
- 2003年3月21日に、駅舎内のトイレが改修されて女性専用とされた。男性は駅舎に隣接する公衆トイレを使用する[67]。女性専用とされた駅舎内のトイレはその後、2016年に再度改修されて男性用トイレが再度設置されたほか、バリアフリートイレも設置された。
- 当駅の職員の制服は、JR九州の標準の制服とは異なっている。

## 隣の駅
九州旅客鉄道（JR九州）
■久大本線
- 特急「ゆふ」「ゆふいんの森」停車駅

野矢駅 - 由布院駅 - 南由布駅